# Anton Lembit Soans
 (janvier 2019).
Si vous disposez d'ouvrages ou d'articles de référence ou si vous connaissez des sites web de qualité traitant du thème abordé ici, merci de compléter l'article en donnant les références utiles à sa vérifiabilité et en les liant à la section « Notes et références ».
Anton Lembit Soans (né le 17 septembre 1885 à Oranienbaum - mort le 26 novembre 1966 à  Tallinn) est un architecte estonien.

## Ouvrages
- Maison Art nouveau, 4 rue A. Adamson, Tallinn, (1929)
- Villa Soans, 25 rue Raua, Tallinn (1932)
- Villa, 2a rue Lõuna, Pärnu (1933)
- Maison des Arts de Tallinn (et), (1933-1934,  avec Edgar Johan Kuusik)
- 31 rue Raua, Tallinn (1934)
- Hôtel de la plage de Pärnu (avec Olev Siinmaa, 1935-1937)
- Maison, 32b rue Koidula, Tallinn, 1936
- Maison de bains, Pelgulinn, Tallinn, (1936)
- École, Kohtla-Järve, (1938)
- Église orthodoxe, Kohtla-Järve, (1938)
- Bâtiment rue Joala, Narva, (1950)
- Bâtiment de banque, Võru, (avec Edgar Johan Kuusik, 1939)
- Bâtiment de banque, Pärnu (avec Alar Kotli, 1939-1940)

## Galerie

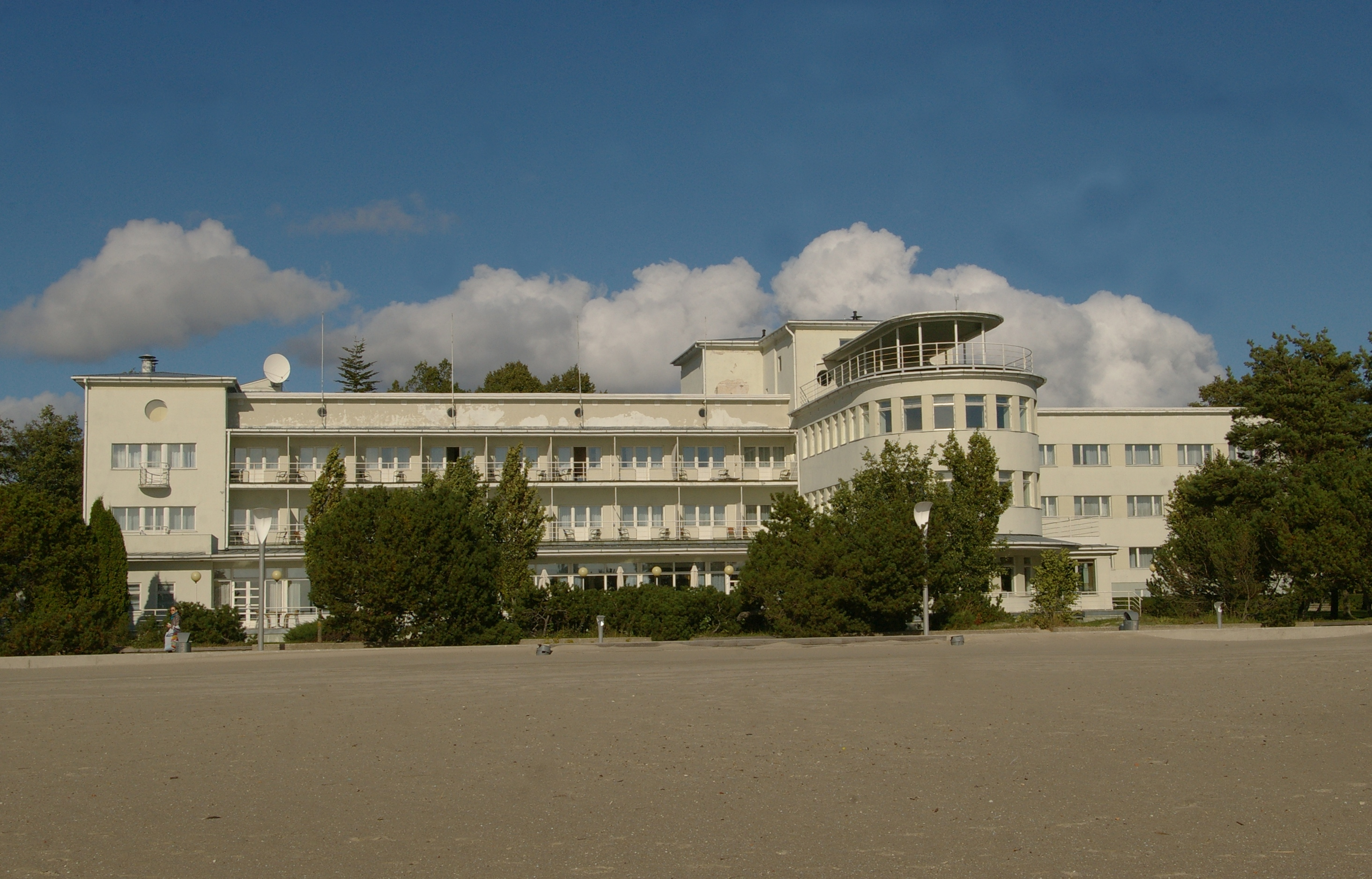
Hôtel de la plage de Pärnu
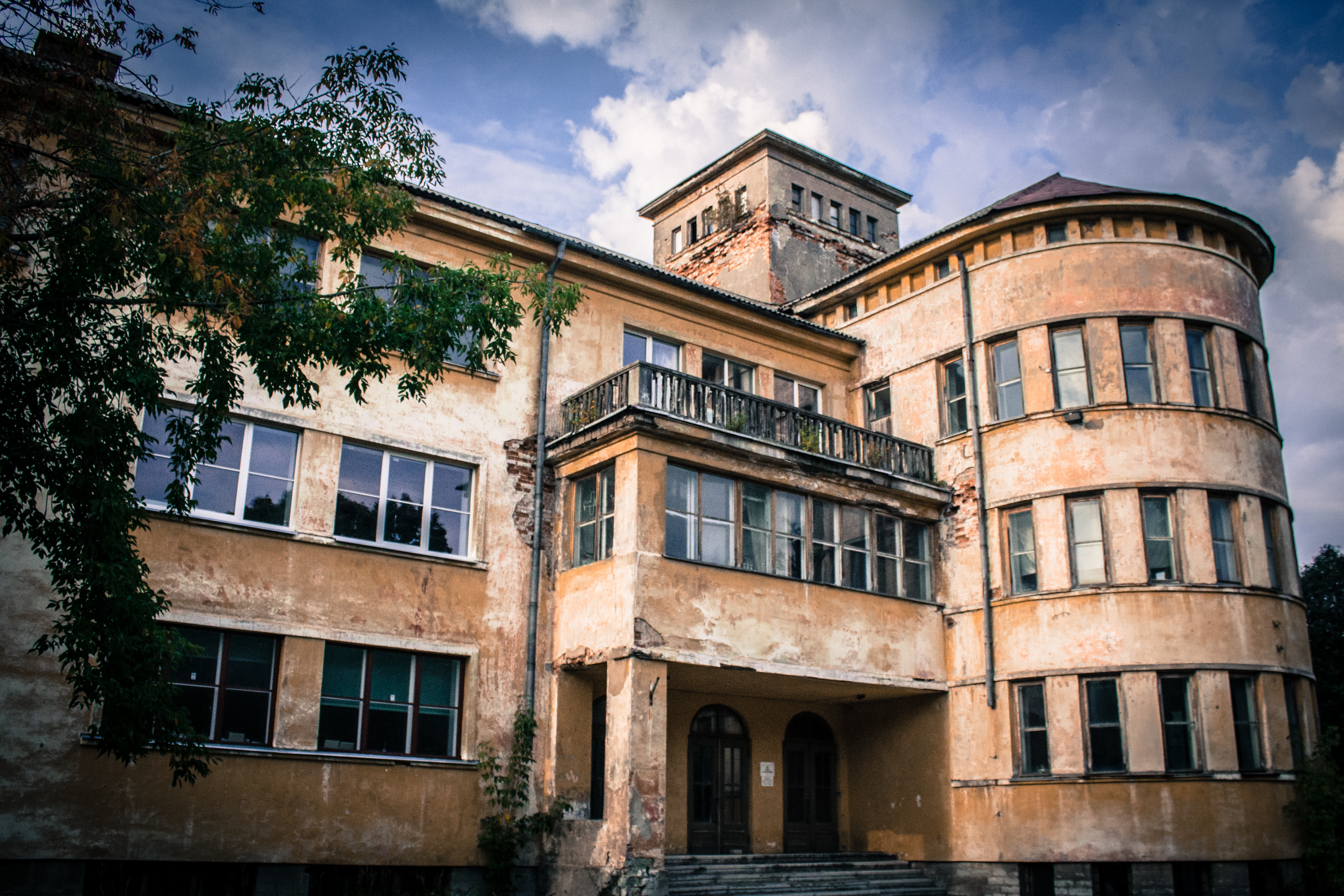
École de Kohtla-Järve
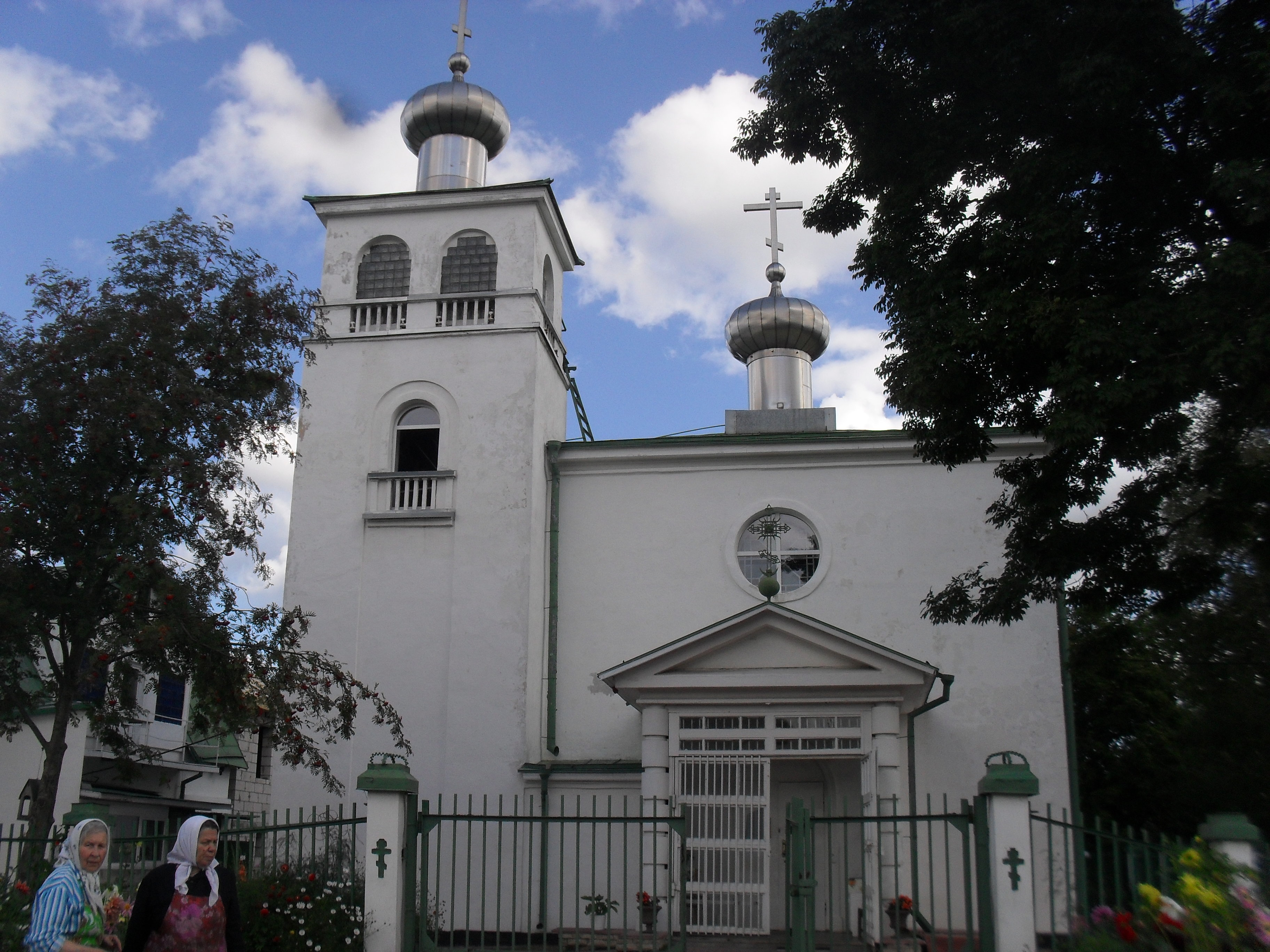
Église de Kohtla-Järve
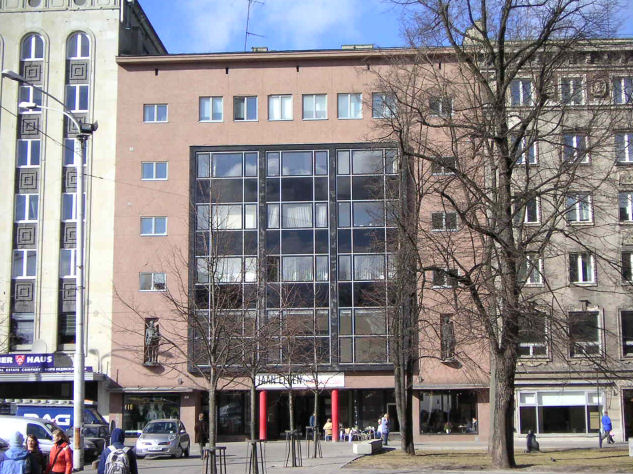
Maison des Arts de Tallinn
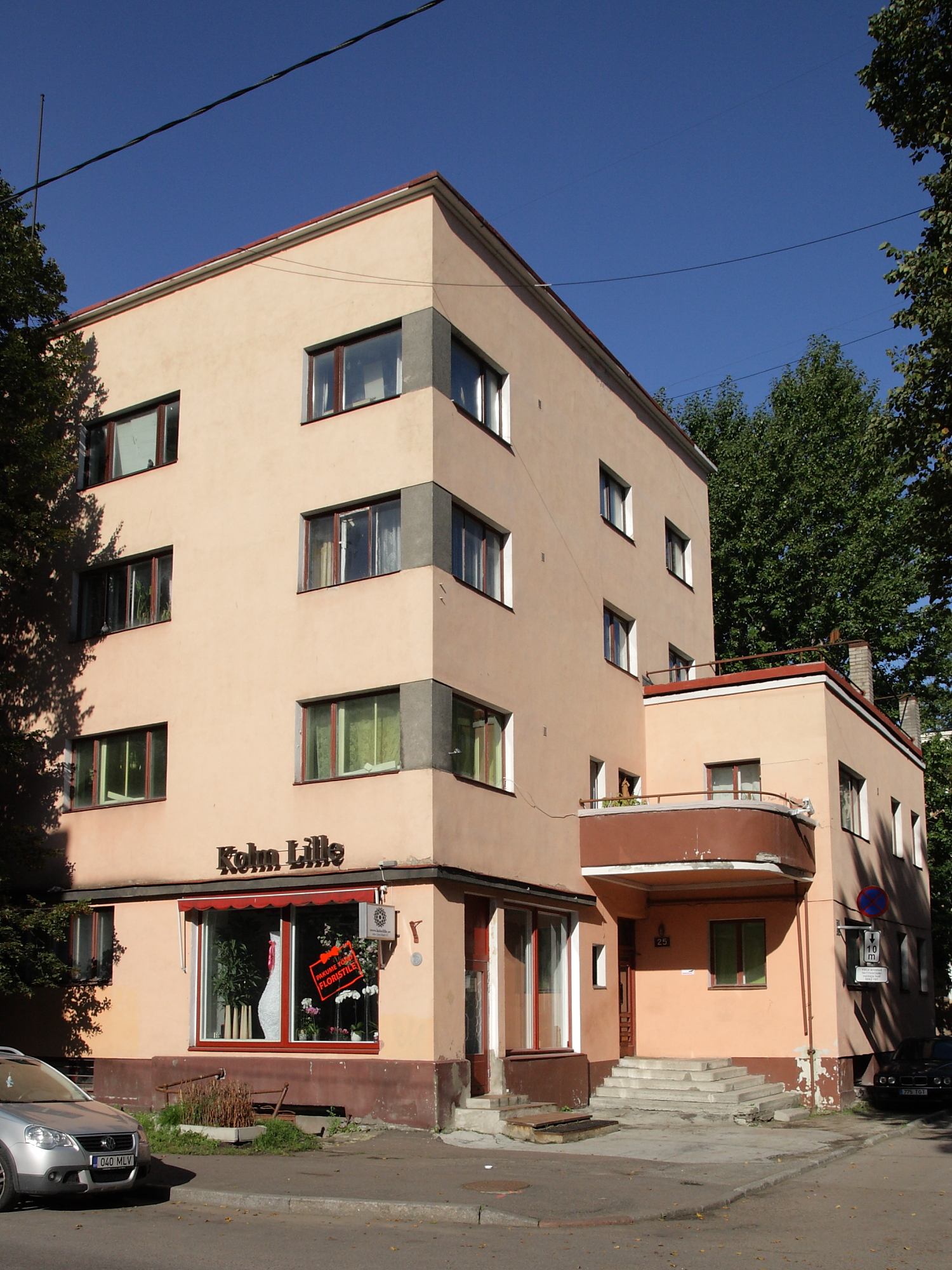
Villa Soans, 25 rue Raua, Tallinn